# Kelly Vitz
Kelly Vitzthum (Hollywood, California; 10 de junio de 1988) es una actriz estadounidense. Es más conocida por haber interpretado a Magenta, en la película de 2005 Sky High.

## Biografía
Vitz nació en Hollywood, California, y sus padres son de origen chino y alemán. Asistió a Highland Oaks y se graduó de Mira Costa High School en 2006. Ella fue a estudiar en University of California, Berkeley graduándose en 2010. Actualmente asiste a la Harvard University. Ella planea seguir una carrera en el campo dental. Vitz tiene una hermana menor llamada Julie, quién también es actriz.

## Filmografía
| Año  | Título              | Papel         |
| ---- | ------------------- | ------------- |
| 2005 | Sky High            | Magenta       |
| 2006 | Simon Says          | Ashley        |
| 2007 | Eye of the Dolphin  | Michelle      |
| 2007 | Teenius             | Iris          |
| 2007 | Nancy Drew          | Trish         |
| 2008 | The Temerity of Zim | Danielle      |
| 2010 | Leonie              | Ailes Gilmour |

| Año  | Show                                     | Papel         | Notas      |
| ---- | ---------------------------------------- | ------------- | ---------- |
| 2002 | Lizzie McGuire                           | Estudiante #1 | 1 episodio |
| 2006 | Dares and Bad Habits                     | Julie         | 1 episodio |
| 2006 | Ned's Declassified School Survival Guide | Julie         | 1 episodio |